# Erica calycina
Erica calycina är en ljungväxtart som beskrevs av Carl von Linné. Erica calycina ingår i släktet klockljungssläktet, och familjen ljungväxter.

## Underarter
Arten delas in i följande underarter:
- E. c. fragrans
- E. c. longibracteata
- E. c. periplociflora
- E. c. vespertina

## Bildgalleri

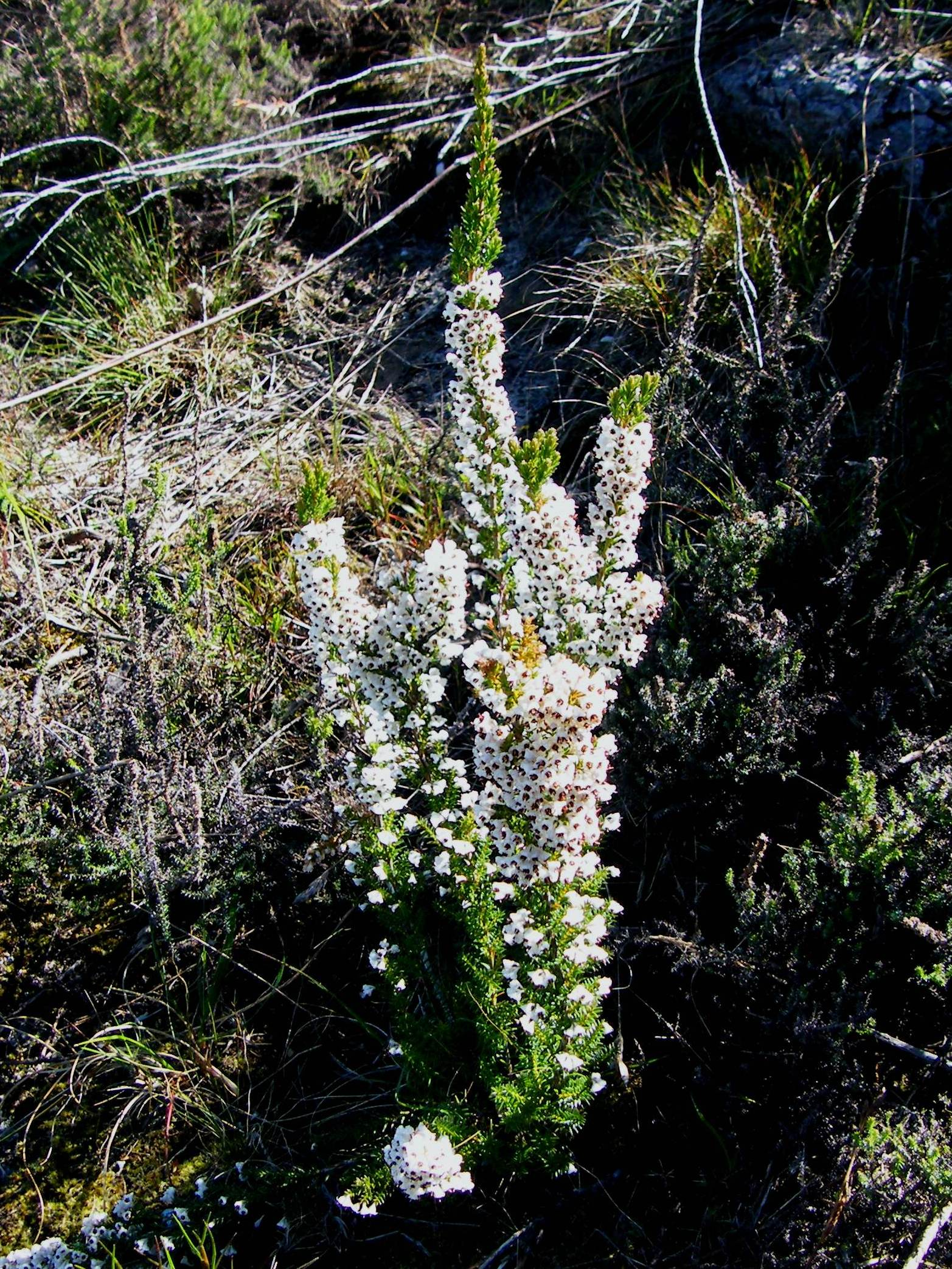